# Fionn Mac Cumhaill
Fionn Mac Cumhaill (auparavant Finn ou Find mac Cumail  mac Umaill ) est un  guerrier légendaire de la mythologie celtique irlandaise, également connu en Écosse et dans l'île de Man. Les histoires de Finn et de ses compagnons, les Fianna, s'intègrent au Cycle Fenian. Elles seraient principalement narrées par le fils de Finn, le guerrier et poète Ossian. La Fraternité des Fenian, une organisation irlandaise basée aux États-Unis au XIXe siècle, tire son nom de ce mythe.
Le nom Fionn ou Finn est en fait un pseudonyme qui signifie « blond (en référence à la couleur de ses cheveux), beau, l'or et de bonne race », mais aussi « blanc, la Blancheur, la Pureté ». Son prénom d'enfance était Deimne, et plusieurs légendes content comment il change de nom lorsque ses cheveux deviennent blancs de manière précoce.
Il est possible qu'il soit rattaché à la figure de la mythologie celtique galloise, Gwynn ap Nudd.

## Légende

### Naissance
Fionn était le fils de Cumhal, chef fondateur des Fianna, et Muirne, fille du druide Tadg mac Nuadat qui vécut sur la colline d'Almu dans le comté de Kildare. Cumhal enleva Muirne après que le père de celle-ci lui refusa sa main. Tadg en appela au Haut Roi, Conn aux Cent Batailles, qui le rendit hors-la-loi. La bataille de Cnucha opposa Conn et Cumhal. Ce dernier fut tué par Goll mac Morna, qui prit la tête des Fianna.
Muirne étant déjà enceinte, son père la rejeta et ordonna à son peuple de la brûler, mais Conn ne put l'accepter et la mit sous la protection de Fiacal mac Conchinn, dont la femme, la druidesse Bodhmall était la sœur de Cumhal. Dans la maison de Fiacal, elle donna le jour à un fils, qu'elle appela Deimne.
(À noter que cumal désigne une esclave en vieil irlandais. Finn a pu être connu comme « le fils de la fille esclave » avant qu'une origine plus noble lui soit trouvée.)

### Jeunesse
Muirne laissa l'enfant sous la protection de Bodhmall et d'une guerrière, Liath Luachra, qui l'éleva en secret dans la forêt de Sliab Bladma, lui enseignant les art de la guerre et de la chasse. En grandissant il offrit secrètement ses services aux rois locaux. Lorsque ceux-ci découvrirent qu'il était le fils de Cumhal, ils lui demandèrent de partir, craignant de ne pouvoir le protéger face à ses ennemis.
Le jeune Finn fit la rencontre du Filidh (Druide Barde) Finegas, près du fleuve Boyne, qui devint son tuteur. Finegas — aussi appelé Finneces — avait pendant sept ans tenté de capturer le Saumon de la sagesse. Celui qui mangerait en premier la chair de ce poisson entrerait en possession de toutes les connaissances du monde. Il finit par l'attraper, mais ce fut Finn qui avala en premier un morceau de chair par accident, en suçant son pouce brulé par l'eau de cuisson. Il reçut son initiation au druidisme et devint le druide Filidh (ou Faith) Fionn MacCumhaill, ainsi il découvrit également comment se venger de Goll, et fut par la suite capable d'accéder au savoir du saumon en suçant son pouce.
L'histoire de Finn et du saumon ressemble étrangement au conte gallois de Gwion Bach, indiquant un lien possible entre les deux histoires.

### Finn revendique son héritage
Chaque année depuis près d'un quart de siècle à Samhain, la fée Aillen se jouait des hommes de Tara en les endormant en jouant de la musique avant de réduire le palais en cendres. Les Fianna, dirigés alors par Goll mac Morna, étaient systématiquement incapables de l'empêcher d'agir. Finn arriva à Tara, armé du sac en peau de grue contenant les armes magiques de son père, Il se maintint éveillé en se piquant avec la pointe de sa propre lance, et tua ensuite Aillen avec. Après cela, son héritage fut reconnu et il prit la tête des Fianna, après que Goll se fut retiré de lui-même et eut choisi de suivre loyalement Finn, même si dans de nombreuses histoires leur alliance instable est marquée par les querelles.
Finn demanda compensation pour la mort de son père — imputable à Tadg —, en le menaçant d'une guerre ou d'un combat en duel s'il refusait. Tadg lui offrit la colline d'Almu, sa demeure, en compensation, ce que Finn accepta.

### Vie amoureuse
Finn rencontra sa célèbre femme, Sadbh, alors qu'il chassait. Elle avait été transformée en cerf par un druide, Fer Doirich. Les chiens de chasse de Finn, Bran et Sceolang, qui avaient eux aussi été des hommes auparavant, sentirent qu'elle était humaine, et Finn l'épargna. Elle se retransforma en une sublime femme. Après leur mariage, elle tomba rapidement enceinte. Toutefois, Fer Doirich refit surface, la transformant à nouveau en cerf, et Sadbh disparut.
Sept années passèrent avant que Finn retrouve son fils, Oisín, qui devint l'un des plus puissants Fianna.
Dans l'une des plus fameuses histoires du cycle, Cormac Mac Airt, Ard ri Érenn (roi suprême d’Irlande), promit à un Finn vieillissant sa fille, Gráinne, mais Gráinne s'éprit d'un autre Fianna, Diarmuid Ua Duibhne, et le couple s'enfuit avec Finn à leurs trousses. Les amants furent aidés par le beau-père de Diarmud, le dieu Aengus. Par la suite, Finn pardonna au couple. Des années plus tard, cependant, Finn invita Diarmuid a une chasse au sanglier, au cours de laquelle Diarmuid fut sévèrement blessé par un sanglier ensorcelé. Finn possédant le pouvoir de guérir celui qui buvait l'eau depuis ses mains, Finn prit de l'eau, mais la laissa délibérément couler avant d'atteindre la bouche de son rival. Sous la pression d'Oisín et de son petit-fils Osgur, il fut obligé de faire boire Diarmuid, mais ce fut trop tard pour empêcher ce dernier de mourir.

### Mort
Le récit de la mort de Finn varie. Selon la version la plus populaire, il n'est simplement pas mort, et dort dans une grotte sous Dublin, pour se réveiller et défendre l'Irlande quand le besoin s'en fera sentir.
Une autre légende prétend que Finn, sa femme et son fils ont été transformés en piliers de pierre dans la crypte de la cathédrale de Lund, en Suède.

## Folklore
En Irlande, on attribue à Finn de nombreuses particularités géographiques. Selon la légende, pour ne pas se mouiller les pieds, il a construit la Chaussée des Géants comme un escalier de pierre conduisant en Écosse.
Selon une autre variante, Finn construit la Chaussée des Géants entre l'Irlande et l'Écosse pour aller combattre le géant Bennandoner. Il s'enfuit en constatant que son adversaire est trop grand pour lui. La femme de Finn berne le géant qui cherchait son mari en faisant passer Finn pour leur bébé : Bennandoner, devant la taille du prétendu bébé, pense que le père est énorme et préfère battre en retraite à son tour, détruisant le passage derrière lui.
Il aurait à une autre occasion arraché une partie de l'Irlande pour la lancer sur un rival, mais en le manquant. Le territoire ainsi propulsé atterrit dans la Mer d'Irlande, devenant l'île de Man - le trou créé devenant le Lough Neagh.
Une légende raconte que la pierre de Punchestown qui se dresse près de Naas fut jetée par Finn depuis la colline de Allen lors d'un concours.
Finn a également donné son nom à la grotte de Fingal, en Écosse, qui laisse voir le même basalte hexagonal caractéristique de la Chaussée des Géants.

## Littérature contemporaine
En 1761, James Macpherson annonce la découverte d'un récit épique en gaélique écossais relatant les aventures de « Fingal » (Finn mac Cumhail), écrit par Ossian (Oisín). En décembre de la même année, il publie Fingal, an Ancient Epic Poem in Six Books, together with Several Other Poems composed by Ossian, the Son of Fingal, translated from the Gaelic Language, un recueil en six tomes de poèmes personnels et de poèmes d'Ossian traduits du gaélique. Ce cycle influence largement des auteurs tels que Goethe ou le jeune Walter Scott. Napoléon appréciait également tout particulièrement ces écrits. Cependant, une controverse a rapidement éclaté quant au travail de Macpherson, qui prétendait avoir traduit les textes publiés sur la base d'écrits anciens. Ils sont aujourd'hui considérés comme fabriqués de toutes pièces par Macpherson, probablement à partir de fragments de textes anciens.
Finn Mac Cumaill est très présent dans la littérature irlandaise moderne. Il apparaît à plusieurs reprises et de façon notable dans Finnegans Wake de James Joyce, et certains ont supposé que le titre, inspiré de la ballade Finnegan's Wake (en), pourrait être une forme de mot-valise pour Finn again is awake, en référence à son éventuel réveil pour défendre l'Irlande.

## Autres noms
- Finn
- Finn mac Cool
- Finn mac Coul
- Finn mac Cumhail
- Finn mac Cumhal
- Finn McCool
- Fionn
- Fionn mac Cool
- Fionn mac Coul
- Fionn mac Cumhail
- Fionn mac Cumhal
- Fionn mac Uail
- Fingal